# Ligne de tramway 3 (SNCV Groupe de Zwevezele)
Pour les articles homonymes, voir Ligne 3.
La ligne 3 est une ancienne ligne du tramway de Bruges de la Société nationale des chemins de fer vicinaux (SNCV) qui reliait la place du 't Zand à la gare de Bruges-Saint-Pierre.

## Histoire

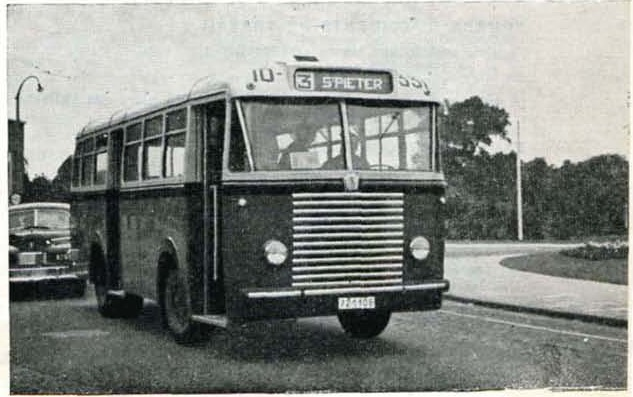
Autobus Chevrolet GT30/Jonckheere devant la gare de Bruges en 1952 remplaçant le tramway.

Gare - Eiermarkt - Porte Ezel (Ezelpoort) - Scheepsdaal - Saint-Pierre (Sint-Pieters)

## Infrastructure

### Dépôts et stations
Dépôts utilisés par la ligne situés sur le reste du réseau ou des lignes connexes : Assebroek.

## Exploitation

### Horaires
Tableaux : 337 (1931), numéro de tableau partagé par les lignes urbaines de Bruges 1, 2 , 3, 4,  5 et 6.